# Peter R. de Vries
Peter Rudolf de Vries (Aalsmeer, 14 november 1956 – Amsterdam, 15 juli 2021) was een Nederlands misdaadverslaggever. Hij werd voornamelijk bekend door het door hemzelf bedachte televisieprogramma Peter R. de Vries, misdaadverslaggever, dat in 2012, na zeventien jaar, stopte. Daarna genoot hij in Nederland vooral de reputatie van standvastig aanjager van cold cases en was hij een veel geziene gast in praatprogramma's waarin hij over tal van zaken zijn licht liet schijnen. 
De Vries schreef in de jaren tachtig twee boeken over de ontvoering van Freddy Heineken en spoorde een van de ontvoerders, Frans Meijer, op in Paraguay. Later getuigde hij tegen Willem Holleeder in een nieuwe strafzaak. Hij zette zich in voor de Twee van Putten, onterecht veroordeeld voor de verkrachting en moord op een 23-jarige stewardess. Het was aan zijn vasthoudendheid te danken dat er een herziening van het vonnis volgde, waarbij de twee alsnog werden vrijgesproken.
Verder onthulde De Vries dat Mabel Wisse Smit, de aanstaande bruid van de Nederlandse prins Friso van Oranje-Nassau van Amsberg, met de crimineel Klaas Bruinsma nauwere contacten had onderhouden dan ze had toegegeven. Nu het paar hem onvolledig bleek te hebben ingelicht, wilde premier Balkenende geen toestemmingswet indienen. Toen prins Friso desondanks vasthield aan zijn wens met Mabel te trouwen verloor hij het recht op de troon. De Vries ontving in 2008 een Emmy Award voor een tv-reportage waarin Joran van der Sloot in een auto met verborgen camera's uitspraken deed over zijn vermeende betrokkenheid bij de verdwijning van Natalee Holloway.
Op 6 juli 2021 werd hij op straat in Amsterdam neergeschoten, waarna hij zwaargewond naar een ziekenhuis werd overgebracht. Hij overleed op 15 juli op 64-jarige leeftijd aan zijn verwondingen.

## Levensloop

### Jeugd en opleiding
De Vries groeide op in Amstelveen. Zijn vader, Wouter de Vries sr., was de directeur van de kruitfabriek Muiden Chemie. Het gezin met zes kinderen was gereformeerd, maar De Vries moest maar weinig van de kerk hebben en zou als niet-religieus mens door het leven gaan. In Amstelveen maakte hij zich schuldig aan winkeldiefstallen en aan het ingooien van ruiten van de school. Ook stal hij kratten aan de achterkant van de supermarkt om ze aan de voorzijde in te wisselen tegen statiegeld en jatte hij geld uit de huishoudportemonnee.
De Vries volgde de havo in Amsterdam-Buitenveldert. Hij vervulde van 1976 tot 1977 zijn militaire dienstplicht bij de Koninklijke Landmacht en was in dezelfde periode bestuurslid van de Algemene Vereniging Nederlandse Militairen (AVNM).

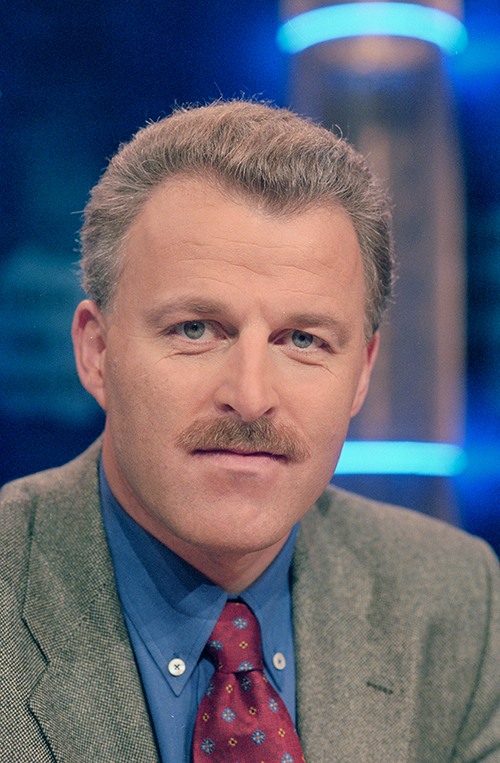
Peter R. de Vries in 1995

### Journalist
In maart 1978 ging De Vries als leerling-verslaggever bij het dagblad De Telegraaf werken, op de redactie in Den Haag (algemene verslaggeverij). Na een jaar werd hij overgeplaatst naar de redactie in Amsterdam en specialiseerde zich in misdaadverslaggeving.
De Vries werd in 1982 ontvoerd en een nacht vastgehouden in een dichtgetimmerde boerderij in Emmen. De twee ontvoerders wilden met zijn gijzeling twee miljoen gulden van De Telegraaf lospeuteren. De volgende dag al werd De Vries teruggebracht naar waar hij eerder in de val was gelokt om vrijgelaten te worden. Het laatste stuk van de rit moest De Vries zelf rijden aangezien de ontvoerder die de wagen bestuurde per ongeluk zelf de koffie met slaapmiddelen, bedoeld voor De Vries, had opgedronken. De Vries nam het stuur van hem over en leverde zijn slaapdronken ontvoerder af bij de politie.
De Vries nam in 1987 ontslag bij De Telegraaf en werd hoofdredacteur van het weekblad Aktueel. Hij maakte er een misdaadtijdschrift van en loofde in de zaak van het verdwenen meisje Nymphe Poolman een beloning van honderdduizend gulden uit. Ook werkte hij mee aan het AVROTROS-televisieprogramma Crime Time van Jaap Jongbloed.
Vanaf 1991 was De Vries zelfstandig misdaadverslaggever. Hij schreef onder meer voor het Algemeen Dagblad en voor het weekblad Panorama. De Vries werd vooral bekend door zijn televisieprogramma Peter R. de Vries, misdaadverslaggever, dat van oktober 1995 tot en met juni 2012 werd uitgezonden, eerst door RTL 4 en later door SBS6. In dit programma behandelde hij aan misdaad gerelateerde zaken, zoals moord- en verkrachtingszaken, oplichting en kinderporno. Niet zelden heeft dit programma, al dan niet met de verborgen camera, geleid tot het vinden van daders, het vrijlaten van onschuldigen (bijvoorbeeld de Puttense moordzaak) en het achterhalen van gebeurtenissen. Sinds De Vries met zijn programma was gestopt, was hij regelmatig te zien in praatprogramma's, waaronder RTL Late Night, Pauw en RTL Boulevard.
De Vries werd uitgeroepen tot Nederlands Omroepman van het Jaar 2003.
In een ruim tweeënhalf uur durende tv-reportage, opgenomen in Dallas, deed De Vries samen met Wim Dankbaar begin 2006 een poging om nieuw licht te werpen op een van de meest geruchtmakende moorden aller tijden: die op John F. Kennedy in november 1963. Het resultaat was de langste uitzending die De Vries ooit heeft gemaakt met daarin nog nooit in Nederland vertoonde beelden en een interview met James Files, die beweert een van de twee moordenaars van Kennedy te zijn.
In 2014 presenteerde De Vries bij AVROTROS Peter R. over de grens, een zes afleveringen tellende reeks over schendingen van kinderrechten. Van 2015 tot 2016 presenteerde hij het tv-programma Peter R. de Vries: Internetpesters Aangepakt bij RTL5. In 2018 keerde hij terug bij SBS6, met het tv-programma Peter R. de Vries: De Raadkamer.
In twee afleveringen van Promenade uit 2020 had De Vries een korte cameo als zichzelf. In datzelfde jaar had hij een rol als rechercheur in De Grote Sinterklaasfilm. Op 15 mei 2021 trad hij als drag queen Emmi Beautycase op in het RTL 4-programma Make Up Your Mind.

### Politiek
In april 2005 richtte De Vries samen met Klaas Wilting en Jan Nagel de politieke partij PRDV op. De initialen - identiek aan die van zijn naam - stonden voor Partij voor Rechtvaardigheid, Daadkracht en Vooruitgang. Op 31 oktober van dat jaar werd het partijprogramma gepubliceerd. Op 16 december 2005 maakte De Vries echter bekend dat hij niet zou deelnemen aan de Tweede Kamerverkiezingen in 2006, omdat uit een opinieonderzoek van TNS NIPO bleek dat niet meer dan 31 procent van de kiesgerechtigden het eens was met de stelling "Peter R. de Vries is een aanwinst voor de politiek". De Vries had 41 procent als minimum gesteld voor deelname aan de verkiezingen.

### Voetbalmakelaar
Begin 2014 werd De Vries voetbalmakelaar. Samen met zijn zoon en aanvankelijk ook met oud-voetballer Piet Keizer bestierde hij het bureau PR Sportmanagement BV. De samenwerking met Keizer eindigde aan het eind van datzelfde jaar "wegens een zakelijk verschil van inzicht".

### Moord en overlijden
Op 6 juli 2021 werd De Vries 's avonds rond half acht neergeschoten in de Lange Leidsedwarsstraat in Amsterdam, kort na het verlaten van de studio van RTL Boulevard, het tv-programma waarin hij te gast was. De Vries werd zwaargewond naar een ziekenhuis overgebracht. Binnen een uur werden op de A4 bij Leidschendam twee verdachten aangehouden, onder wie volgens de politie de mogelijke schutter. Negen dagen later overleed De Vries aan de opgelopen verwondingen.
Op 21 juli werd in Koninklijk Theater Carré te Amsterdam een publiek afscheid gehouden, waar volgens het uitvaartbedrijf naar schatting 7500 bezoekers de laatste eer aan hem kwamen bewijzen. Al om elf uur 's morgens was de rij belangstellenden een halve kilometer lang. Op het stadhuis van Amsterdam hing twee dagen lang de vlag halfstok. Op de plek van de moord en ook in diverse gemeenten elders in het land werden voor De Vries bloemen neergelegd. Verschillende Nederlandse gemeenten gaven hun inwoners de gelegenheid om in hun stadhuis een condoleanceregister te ondertekenen. De dag na de publieke herdenking werd in besloten kring afscheid van hem genomen en vond zijn crematie plaats. Meer dan tien Nederlandse radiostations draaiden tijdens die herdenkingsdienst zijn lievelingsnummer A Whiter Shade of Pale van Procol Harum. Als eerbetoon besloot in juli 2021 het college van burgemeester en wethouders van de gemeente Aalsmeer, waar De Vries geboren is, een straat in een nieuwe wijk naar hem te vernoemen; de Peter R. de Vriesstraat.
Precies drie jaar na zijn overlijden, op 15 juli 2024, werd op het Leidseplein in Amsterdam het monument voor Peter R. de Vries onthuld, het kunstwerk Tegen alle stromen in. Het monument, ontworpen door Rini Hurkmans, toont twee handen van brons die elkaar aanraken met een tekst in 40 talen van De Vries.

## Bekende zaken

### Ontvoering van Freddy Heineken

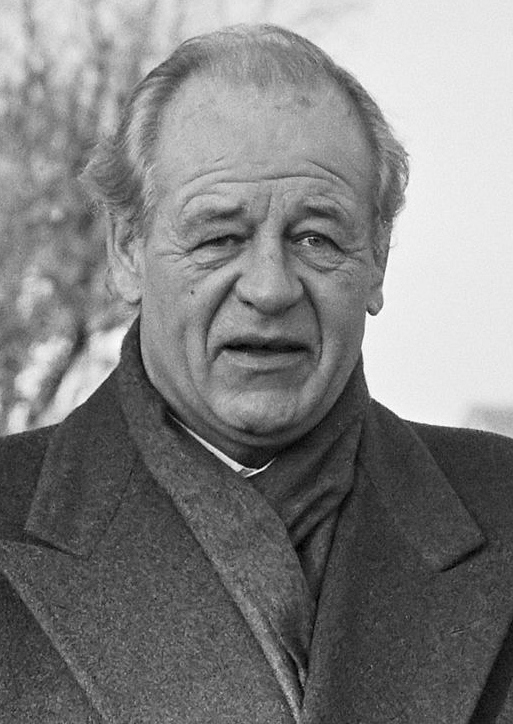
Freddy Heineken in 1983

De Vries volgde voor De Telegraaf de ontvoering van Freddy Heineken in 1983 op de voet. Hij woonde processen bij en nam af en toe zijn intrek in dezelfde hotels in Frankrijk waar de ontvoerders Cor van Hout en Willem Holleeder hotelarrest hadden. Ook was hij erbij toen ze zich schuil moesten houden voor boze inwoners op het Franse deel van het Caribische eiland Sint Maarten.
Door de goede verstandhouding en doordat De Vries Thomas van der Bijl (een vriend van Van Hout die volgens De Vries waarschijnlijk tussenpersoon was voor de ontvoerders) ruim liet meedelen in de royalty's kon De Vries het boek De ontvoering van Alfred Heineken (1987) schrijven vanuit het gezichtspunt van Cor van Hout.
De filmrechten van De ontvoering van Alfred Heineken werden gekocht door een Amerikaanse producent. In 2015 verscheen de film onder de titel Kidnapping Mr. Heineken. In de film speelde Anthony Hopkins de rol van Freddy Heineken. De Vries zelf was teleurgesteld, omdat de makers volgens hem waren afgeweken van het script. Eerder in 2011 verscheen er al een Nederlandse film op basis van het boek: De Heineken Ontvoering. Willem Holleeder eiste via een kort geding een verbod op de film, omdat bepaalde delen volgens hem niet waarheidsgetrouw waren. De rechter wees zijn eis af.
De Vries spoorde in 1994 de nog voortvluchtige ontvoerder Frans Meijer op in Paraguay.

### Corina Bolhaar
Kort voor het verjaren van de moord op Corina Bolhaar en haar twee kinderen, zorgde Peter R. de Vries voor een doorbraak. Nieuwe getuigenverklaringen maakten het mogelijk Bolhaars vriend, de Hell's Angel Louis Hagemann, opnieuw te arresteren. Hij had een latere vriendin gedreigd met hetzelfde lot als Bolhaar, en ook tegenover zijn criminele vrienden opgeschept over de moorden. De Vries kreeg door deze zaak te maken met bedreigingen uit de hoek van de Angels en met laster door de vrouw van Hagemann en diens advocaat. Maar de man werd voor de tweevoudige moord op de kinderen veroordeeld tot levenslang.

### Puttense moordzaak
De Vries besteedde in zijn programma Peter R. de Vries, misdaadverslaggever, gedurende een periode van acht jaar meer dan veertig tv-uitzendingen aan de Puttense moordzaak. Uiteindelijk leidde dit op 24 april 2002 tot de vrijspraak van de in 1995 tot tien jaar cel veroordeelde Wilco Viets en Herman du Bois. Beide mannen hadden toen al twee derde van hun gevangenisstraf uitgezeten.
Op 20 mei 2008 maken politie en justitie bekend dat een nieuwe verdachte was aangehouden, wiens DNA overeenkwam met DNA dat was veiliggesteld op de plaats delict van de Puttense moordzaak. De Vries kreeg van de politiewoordvoerder de gelegenheid het woord te voeren en de eerste vraag te stellen. Hij verklaarde dat het de mooiste dag in zijn carrière als misdaadverslaggever was. 'Ik heb altijd al gedroomd dat dit belletje op een dag zou komen en nu is het zover', aldus De Vries.

### Mabel Wisse Smit
In het najaar van 2003 bracht De Vries een primeur. Op 2 oktober presenteerde hij in zijn televisieprogramma een eerder opgenomen interview met Charlie da Silva, een Chileense ex-lijfwacht van wijlen Klaas Bruinsma, alias De Lange. Da Silva verklaarde dat hij Mabel Wisse Smit, de verloofde van de Nederlandse prins Friso, vroeger regelmatig had gezien op de reddingsboot Neeltje Jacoba, waar Bruinsma verbleef: "Zij was die wijf van die Lange." Op 9 oktober volgde een tweede uitzending, met nieuwe details en andere getuigen. De beide uitzendingen leidden ertoe dat de regering op 10 oktober bekendmaakte voor het paar geen toestemmingswet te zullen indienen. Friso raakte na zijn huwelijk met Wisse Smit zijn rechten op de troon kwijt, maakte als uitvloeisel ook geen deel meer uit van het Nederlandse Koninklijk Huis en verloor zijn titel Prins der Nederlanden.

### Zaak-Natalee Holloway
De Vries maakte in november 2006 een tv-programma waarin hij Joran van der Sloot beschuldigde van medeplichtigheid aan de verdwijning van Natalee Holloway, een Amerikaanse tiener die op vakantie was op het Caribische eiland Aruba. Van der Sloot gooide in januari 2008 aan het einde van een aflevering van Pauw & Witteman een glas wijn in het gezicht van zijn gesprekspartner De Vries.
Op 31 januari 2008 beweerde De Vries de zaak-Holloway te hebben opgelost. Op 3 februari liet hij in zijn eigen misdaadprogramma op de commerciële televisiezender SBS6 opmerkelijke uitspraken van Van der Sloot horen, opgenomen met verborgen camera's. Van der Sloot was bij sommige opnamen onder invloed van cannabis, die hij kreeg van de undercoverinformant Patrick van der Eem, in wiens auto hij zat en die hem in opdracht van De Vries allerlei vragen stelde. Deze uitzending werd door meer dan zeven miljoen mensen bekeken. Aansluitend ging De Vries langs bij enkele grote praatprogramma's in de VS. Zo was hij te zien bij Fox News Channel; deze uitzending leverde zo'n twaalf miljoen kijkers in de VS op. Hij was ook te gast in het veelbekeken ochtendnieuwsprogramma Good Morning America van ABC.
De Vries kreeg op 22 september 2008 een International Emmy Award voor deze uitzending. Hij nam de prijs in New York in ontvangst, samen met Beth Holloway, de moeder van Natalee.
In november 2008 kwam De Vries met nieuwe onthullingen; hij bleek Van der Sloot wederom gevolgd te hebben met een verborgen camera, deze keer in Thailand. Het tv-programma, dat op 9 november werd uitgezonden bij SBS6, leverde de omroep bijna 3,5 miljoen kijkers op.
Hij bezocht Van der Sloot in de gevangenis.

### Nicky Verstappen

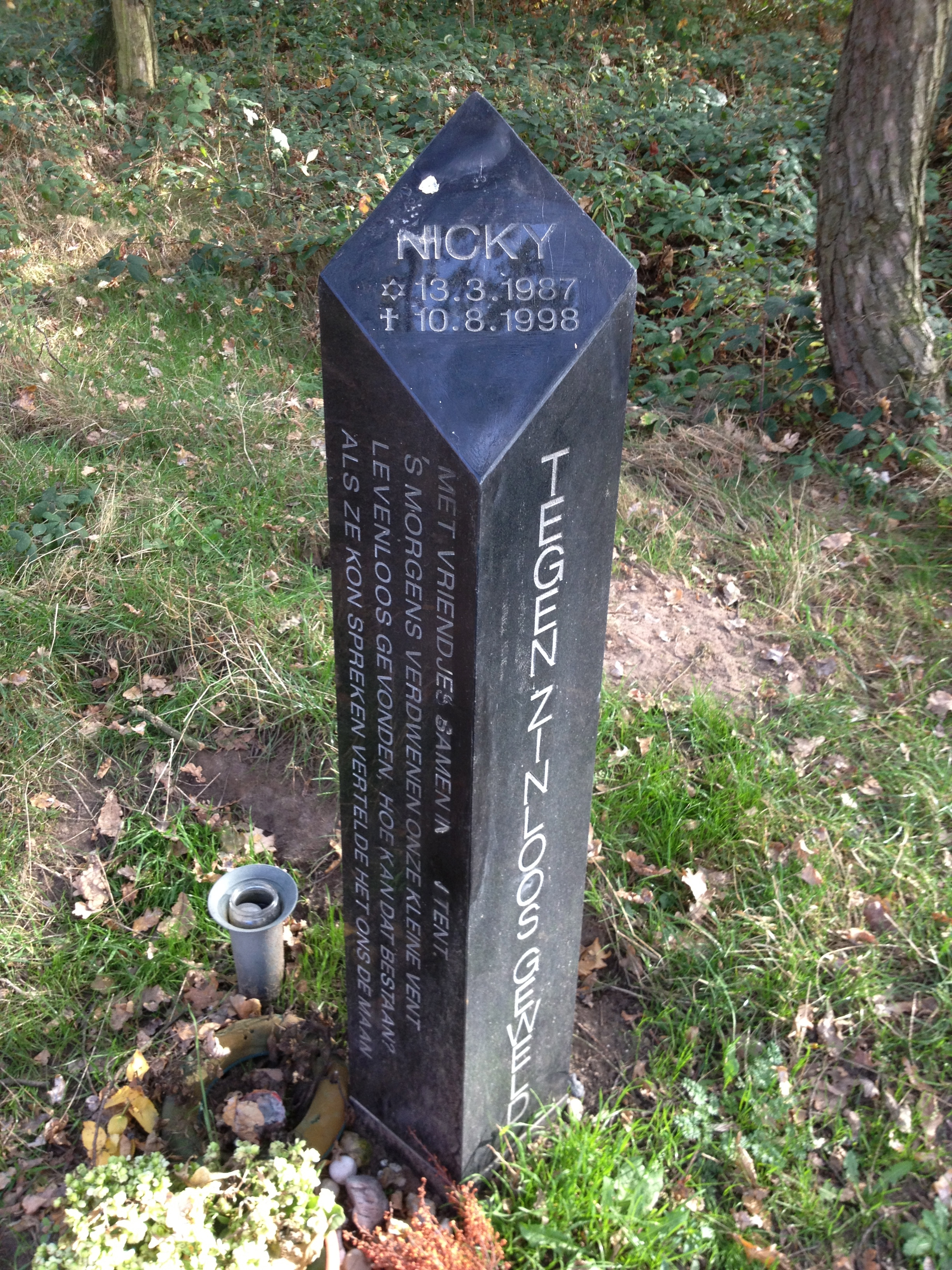
Herdenkingsmonument voor Nicky Verstappen

De Vries stond vanaf 1998 de ouders en zus van Nicky Verstappen bij. Nicky werd op elfjarige leeftijd op 11 augustus dat jaar, daags na zijn verdwijning, dood gevonden, waarschijnlijk vermoord na een zedenmisdrijf. Hij heeft hen en de politie meerdere malen geholpen met onderzoeken. Hij wijdde verschillende uitzendingen van zijn programma aan de zaak van Verstappen.

### Zaak-Tanja Groen
De Vries, die zich al jaren inzette voor de zaak-Tanja Groen, was voorzitter en een van de initiatiefnemers van Stichting De Gouden Tip. Deze stichting had als eerste doel met crowdfunding 1 miljoen euro in te zamelen voor de gouden tip over de vindplaats van het lichaam van de sinds 1993 vermiste Tanja Groen. De inzamelingsactie ging op 23 juni 2021 van start. Twee dagen voor het overlijden van De Vries werd het streefbedrag gehaald. Met de stichting wilde hij in de toekomst ook andere zaken oplossen.

### Nabil B.
Vanaf 2019 was De Vries adviseur en vertrouwenspersoon van Nabil B., kroongetuige in het Marengo-proces. De Dienst Justitiële Inrichtingen wilde niet dat De Vries Nabil B. kon bellen met een 'advocatentelefoon', een telefoon die niet door het Openbaar Ministerie mag worden afgeluisterd. De Vries stapte naar de rechtbank en kreeg alsnog toestemming om van een dergelijk toestel gebruik te maken. De Staat ging vergeefs in hoger beroep. De Dienst Justitiële Inrichtingen maakte er eveneens bezwaar tegen dat De Vries Nabil B. zonder afluisterapparatuur of ander toezicht in de gevangenis kon opzoeken, hetgeen De Vries aanvocht. Op 5 juli 2021, daags voordat De Vries werd neergeschoten, besliste de Commissie van Toezicht op het Gevangeniswezen dat De Vries Nabil B. vrijelijk mocht bezoeken. De Staat ging hiertegen in beroep.

## In opspraak
De Vries werd geregeld met de crimineel Klaas Bruinsma in het Amstel Hotel gezien. Volgens Bart Middelburg, misdaadjournalist bij het Amsterdamse dagblad Het Parool, liet De Vries zich door Bruinsma inkapselen. Er volgde een smaadproces tegen Het Parool, dat De Vries in 1993, ook in hoger beroep, verloor.
In 1995 nam justitie bij De Vries diskettes met informatie over de hasjgroothandelaar Charles Zwolsman in beslag, die waren gestolen bij officier van Justitie Jo Valente.

### Ruzie met Steve Brown
In 1997 presenteerde Steve Brown bij tv-zender Veronica het zesdelige programma Zware Jongens. Ook schreef hij vanaf 1995 een column voor het weekblad Panorama. Dit succes werd plotseling beëindigd toen De Vries in 1997 infiltreerde en in het geheim filmbeelden maakte van Brown, waarbij deze werd neergezet als een crimineel die cocaïne gebruikte op De Wallen. De Vries beschuldigde Brown in zijn programma van oneerlijk gedrag en noemde hem een 'politie-infiltrant'. Dit betekende het einde van Browns mediacarrière: Veronica beëindigde zijn programma en ook Panorama stopte de samenwerking met hem.
In 2004 spande Brown een rechtszaak aan tegen De Vries, waarbij de laatste veroordeeld werd tot betaling van € 2500 als vergoeding voor immateriële schade aan Brown in verband met het aantasten van zijn persoon door het tonen van beelden van zijn cocaïnegebruik en van handtastelijkheden tussen hem en de cameraploeg van De Vries.
Op 20 juni 2007 viel Brown De Vries aan en gaf hem een schop op De Avond van het Spannende Boek in de Melkweg, ter gelegenheid van de uitreiking van De Gouden Strop, hetgeen op video werd vastgelegd door studentenzender CampusTV.
Op 24 januari 2009 was er wederom een incident. Volgens De Vries stond hij voor een verkeerslicht in Amsterdam te wachten toen Brown het portier van zijn auto openrukte en op De Vries insloeg. De Vries raakte hierbij gewond. Verder zou De Vries met de dood zijn bedreigd. Hij deed aangifte. Brown beweerde echter dat hij was aangevallen door De Vries. Meerdere getuigen zouden zich bij de politie hebben gemeld om een verklaring af te leggen over de klappen die De Vries kreeg.
Het conflict kwam opnieuw in het nieuws toen Brown op 2 juni 2009 op zijn weblog een prijs zette op het hoofd van onder meer Peter R. de Vries, vanwege de "maffiajournalistiek" die deze zou bedrijven. De Vries deed daarop wederom aangifte.

### Vriendschap Cor van Hout
De Vries raakte bevriend met Heineken-ontvoerder Cor van Hout. Hij riep met name afkeurende reacties op toen hij bij diens dood in 2003 een rouwadvertentie liet plaatsen in De Telegraaf, voor 'de meest bijzondere man die ik heb ontmoet' (Misdaad bracht ons samen, misdaad trok ons uit elkaar. Ik zal onze vriendschap nooit vergeten, Cor. Ik zal je ontzettend missen.) en ook een toespraak hield tijdens de begrafenis.

### Confrontatie met politieagent
Op 13 september 2006 werd de misdaadverslaggever samen met collega Kees van der Spek aangehouden in Oisterwijk, na een confrontatie met een politieagent. De politie maakte proces-verbaal op wegens erfvredebreuk. Eerder dat jaar besteedde De Vries aandacht aan de agent, die zeker twee keer via erfenissen van rijke, oudere vrouwen een kapitale woning in zijn bezit kreeg. Volgens nabestaanden van de weduwen zou hij zijn functie als politieagent hebben gebruikt om in contact te komen met bejaarde vrouwen en zou hij zich jarenlang bij hen binnen hebben gewerkt om zo in het bezit te komen van hun erfenissen. De Vries beschuldigde hem van oplichting. Tegen de agent werd een ontslagprocedure gestart, omdat ook zijn meerderen zich schaarden achter de conclusies van De Vries. De arrestatie van De Vries bleef zonder gevolgen.

### De Holleeder Tape
In 2019 raakte De Vries in opspraak, omdat hij een telefoongesprek met Willem Holleeder openbaar maakte. In het telefoongesprek, dat plaatsvond in april 2011, biechtte Holleeder diverse zaken op, waaronder bedreigingen aan zijn adres en samenwerkingen met criminelen. Dit gesprek zou geheim blijven en als testament gepubliceerd worden als hij om het leven zou worden gebracht; Holleeder ging ervan uit dat dit rond deze periode kon gebeuren. Het telefoongesprek vond plaats met de geheimhouderstelefoon van Holleeders toenmalige advocaat Stijn Franken, waardoor het gesprek niet afgeluisterd kon worden. De Vries had deze telefoon echter niet mogen gebruiken, omdat deze alleen gebruikt mag worden tussen advocaten en hun cliënt (zelfs na toestemming van de advocaat mag dit officieel niet). De Vries hield de tape geheim, totdat zeven jaar later, in 2018, bekend werd dat Holleeder een poging wilde doen om De Vries 'te laten omleggen'. Hierdoor verbrak De Vries zijn geheimhoudingsplicht aan Holleeder en bracht de tape in januari 2019 uit. De tape van ruim een uur werd uitgezonden in een twee uur durend televisieprogramma, onder de naam RTL Boulevard: De Holleeder Tape.

## Persoonlijk leven

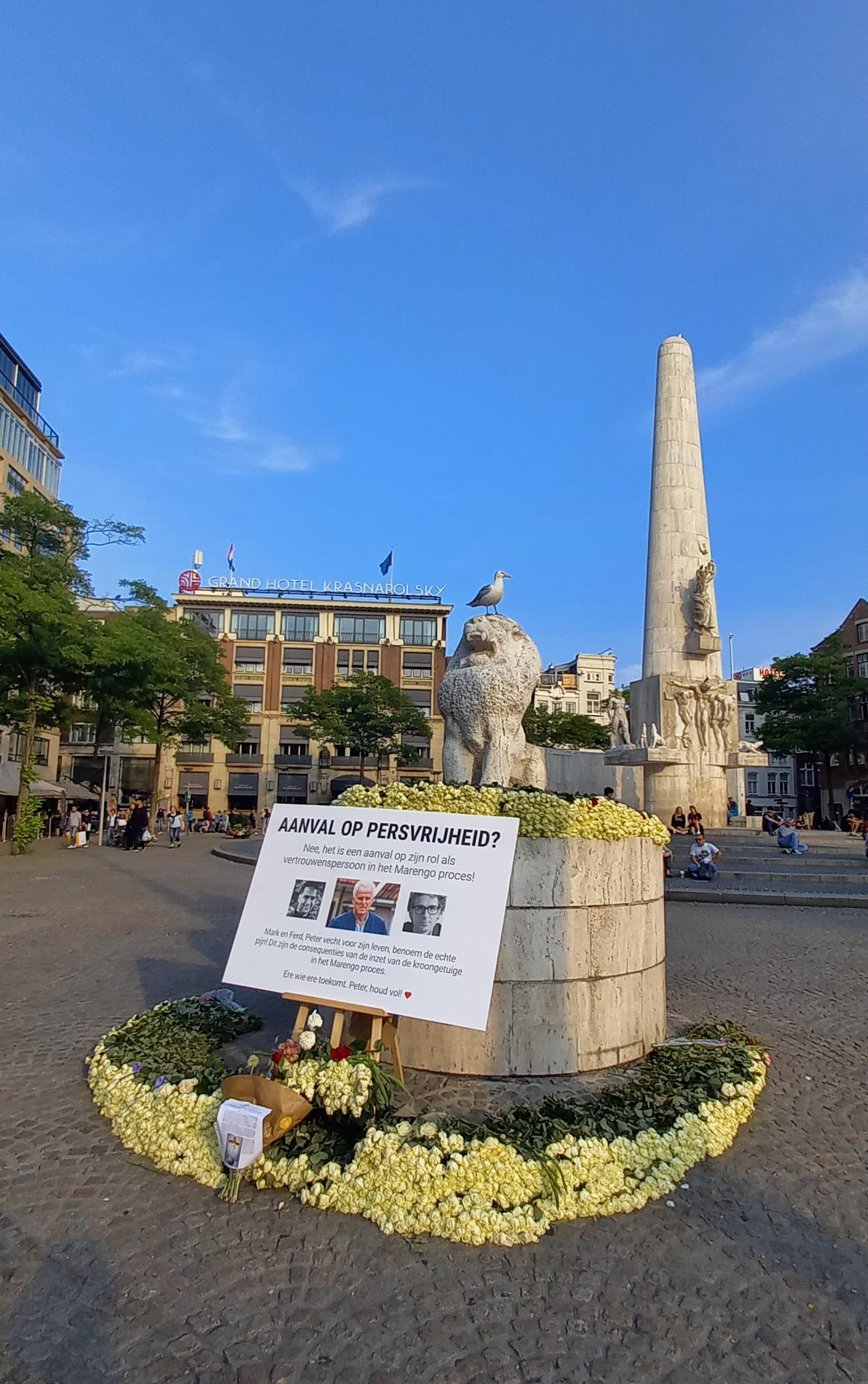
Witte rozen op de Dam als steunbetuiging aan Peter R. de Vries die op 6 juli 2021 elders in Amsterdam werd neergeschoten, juli 2021

### Relaties en kinderen
De Vries was 35 jaar getrouwd en kreeg met zijn echtgenote twee kinderen, een dochter en een zoon. Hij scheidde in 2013. De auteur en journalist Tahmina Akefi maakte nadat hij was gestorven bekend dat zij van 2015 tot zijn overlijden een relatie met De Vries had.

### Overig
Zijn vader, Wouter de Vries, was tijdens de Tweede Wereldoorlog deelnemer aan het verzet tegen de Duitse bezetter. Pas vlak na diens overlijden in 1997 vernam hij dat zijn vader in 1944 als lid van een verzetsgroep in De Biesbosch een of meer Duitsers zou hebben doodgeschoten.
In 2005 nam hij deel aan de rally Parijs-Dakar als navigator en bijrijder van Evert Kroon. Zij vielen met hun Bowler Wildcat uit in de zevende etappe. De Vries liet de openingszin On bended knee is no way to be free van het nummer Guaranteed van Eddie Vedder op zijn lichaam tatoeëren. De Vries zei er in 2016 over dat "Het wil zeggen dat we aan niemand ondergeschikt zijn."
De Vries was ambassadeur van de stichting Meet Kate, een inmiddels opgeheven stichting die opgezet was door zijn dochter, die door middel van kleinschalige projecten onderwijs en onderdak bood aan minderbedeelde kinderen in Ghana.
Er bestaat een bordspel gerelateerd aan De Vries, Peter R. de Vries Misdaadverslaggever.

## Filmografie

### Televisie
Hieronder een lijst met televisieprogramma's die De Vries presenteerde:
- Peter R. de Vries, misdaadverslaggever (1995-2012)
- Peter R. over de grens (2014)
- Peter R. de Vries: Internetpesters Aangepakt (2015-2016)
- Peter R. de Vries: De Raadkamer (2018)

### Film
- Sneeuwwitje en de zeven kleine mensen (2015), als detective[57]
- De Grote Sinterklaasfilm (2020), als rechercheur
- De Grote Sinterklaasfilm: Trammelant in Spanje (2021), als rechercheur[58]

### Bestseller 60
| Boeken met noteringen in de Nederlandse Bestseller 60 | Jaar van verschijnen | Datum van binnenkomst | Hoogste positie | Aantal weken | Opmerkingen                                                  |
| ----------------------------------------------------- | -------------------- | --------------------- | --------------- | ------------ | ------------------------------------------------------------ |
| De ontvoering van Alfred Heineken                     | 1987                 | 11-06-2003            | 52              | 2            | heruitgaven                                                  |
| Alleen huilebalken hebben spijt                       | 2005                 | 08-06-2005            | 14              | 18           |                                                              |
| Een crimineel liegt niet altijd ...                   | 2006                 | 24-05-2006            | 23              | 6            |                                                              |
| PS: dit is vertrouwelijk ...                          | 2018                 | 14-02-2018            | 14              | 3            | in samenwerking met Gerard Spong                             |
| Een moord kost meer levens                            | 1994                 | 04-08-2021            | 7               | 8            | heruitgebracht in 2019                                       |
| Ik beloof je dat ik honderd word                      | 2023                 | 29-11-2023            | 1(5wk)          | 28           | in samenwerking met zoon Royce de Vries / postuum uitgegeven |

- Biblioteca Nacional de España: XX1399493
- Gemeinsame Normdatei: 172543703
- International Standard Name Identifier: 0000 0003 9448 3295
- Library of Congress Control Number: nb2019012940
- Nationale Bibliotheek van Polen: a0000003223341
- Nederlandse Thesaurus van Auteursnamen: 072633867
- Virtual International Authority File: 288980806
- WorldCat: E39PBJB4c6gRy6wcKgYQKpRBT3